# Rise and Shine (Randy Travis)
Rise and Shine è il quattordicesimo album in studio del cantante e attore statunitense Randy Travis, pubblicato nel 2002.

## Tracce
1. Raise Him Up – 4:03 (Robb Royer, Rivers Rutherford)
2. Rise and Shine – 3:02 (Randy Travis, Mike Curtis)
3. When Mama Prayed – 4:42 (Paul Overstreet, Rory Feek)
4. I'm Ready – 2:56 (Travis, Ron Avis)
5. Three Wooden Crosses – 3:21 (Kim Williams, Doug Johnson)
6. That's Jesus – 2:57 (Travis, Curtis)
7. Pray for the Fish – 3:01 (Phillip Moore, Dan Murph, Ray Scott)
8. Jerusalem's Cry – 3:56 (Travis, Lance Dary, Pastor Matthew Hagee)
9. Keep Your Lure in the Water – 3:02 (Travis, Curtis, Pastor Jeff Perry)
10. If You Only Knew – 4:13 (Rob Mathes, Phil Naish)
11. Everywhere We Go – 2:32 (Travis, Curtis)
12. The Gift – 3:11 (Scott, Moore)
13. Valley of Pain – 4:04 (Mathes, Allen Shamblin)